# Paweł Dytko
Paweł Dytko (ur. 3 maja 1977 w Nysie) – polski kierowca rajdowy.
W 1997 roku wystartował, z kuzynem Tomaszem Dytko jako pilotem, w Mistrzostwach Polski samochodem Ford Escort Cosworth.
Wygrał dwukrotnie (w 2003 i 2006) Mistrzostwa Polski w Samochodowych Wyścigach Górskich, w 2006 był trzeci w Rajdzie Polskim.
Żonaty, córka Hania.